# Asso (fiume)
Il fiume Asso (conosciuto localmente come "Canale dell'Asso") è il più lungo corso d'acqua della provincia di Lecce.

## Morfologia e descrizione
Canalizzato durante gli anni 70 per oltre metà del suo percorso (per questo oggi è conosciuto come Canale, pensando in molti sia artificiale) attraversa la zona centro-occidentale della provincia di Lecce. Costituisce un sistema endoerico, non sfociando in mare ma nell'entroterra salentino, non costituendo però laghi o paludi ma sprofondando nel sottosuolo carsico della terra leccese, in una vora ,andando ad alimentare la falda sotterranea. Nasce col nome d canale Raschione e lungo il suo corso presenta come tributari altri torrenti, il primo dei quali è il Canale Sirgole e poi il torrente Ruga, anch'esso quasi interamente canalizzato e mai secco neanche durante la stagione calda.
Presenta acqua tutto l'anno anche se la sua portata è limitata, tuttavia anche se la sua portata è regolare aumenta sensibibilemte con le piogge, fungendo il suo corso da "raccoglitore" delle acque reflue dei comuni che attraversa, i quali ne riversano all' interno le proprie reti fognarie bianche. Accade così che dopo ogni forte pioggia il suo livello aumenti per breve tempo, arrivando nella parte bassa del suo corso, nel comune di Nardò a straripare in caso di piogge prolungate, trasformando i campi intorno al suo alveo in un impressionante pantano. Proprio per questo motivo è stato realizzato un canale scolmatore che attraversa l'agro neretino in parte anche in una galleria sotterranea e sfocia nei pressi della spiaggia di Frascone sulla costa ionica. 
Considerata la bassa quantità d'acqua e la sua canalizzazione, oltre al fatto di attraversare una zona agricola molto sfruttata (angurie, patate, cereali), la biodiversità ne risente parecchio, anche in considerazione dello sporco e dei rifiuti che si accumulano nel basso corso del torrente. Nel suo alveo riversano le loro acque diversi depuratori dei comuni che attraversa tra cui quelli di Galatone e Nardò. Gli animali che proliferano nelle sue acque sono Bufo bufo, Bufotes viridis, Hyla arborea (molto rara) e Pelophylax esculentus. L'unico pesce presente in abbondanza nelle sue acque è la specie alloctona Gambusia.

## La sorgente
È difficile parlare di sorgente per questo fiume, la zona in cui nasce si trova tra immensi uliveti secolari, ed è sita nell'agro di Collepasso, tra i paesi di Collepasso e Cutrofiano, presso la grande cava di argilla ora dismessa. I terreni da cui scaturisce il canale continuo che diventerà poi l'Asso, presentano avvallamenti e canali piccoli e frammentari, alcuni ormai trasformati in canali di scolo dei terreni coltivati, altri non sono neanche "fissi", vale a dire che sono semplici avvallamenti nel punto più basso dei poderi che vengono anche arati in alcuni periodi dell'anno, scomparendo. Tutti questi canali non presentano acqua, come anche il primo tratto del torrente, tuttavia il terreno a monte da cui parte il ramo principale dell'Asso presenta la falda freatica molto superficiale, ad appena un metro di profondità, visibile in numerosi pozzi d'irrigazione, scavati a mano nella terra e profondi circa 3 metri, presenti ai lati dell'alveo del torrente, in cui l'acqua sorgiva sgorga limpida dal loro fondale ed arriva appena sotto il livello del terreno.

## La foce

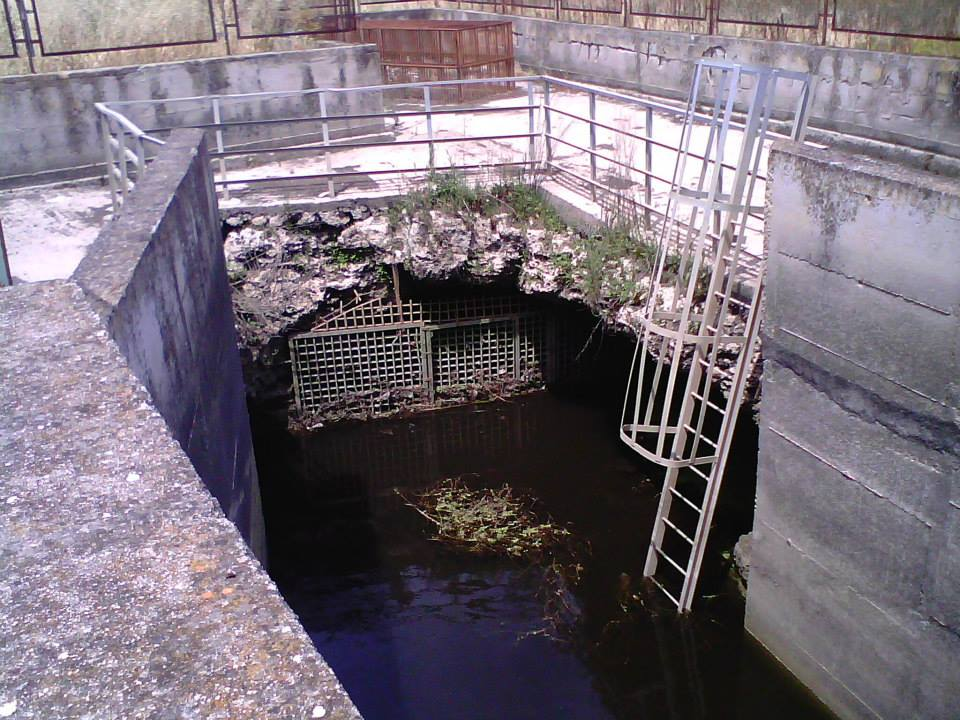
L'inghiottitoio con grata di sicurezza in cui sprofonda l'Asso, chiamata Vora del Parlatano

Il torrente termina a nord-ovest del paese di Nardò, nella Vora del Parlatano, presso la Masseria Colucci.
Questa dolina carsica, presente stranamente in mezzo a una pianura totalmente priva di roccia, inghiotte le sue acque totalmente. Anch'essa canalizzata e cementificata per meglio regolarne il deflusso delle acque, è poco visibile dalla superficie in quanto grate di ferro ne proteggono l'accesso e il livello dell'acqua ne copre quasi totalmente la vista della grotta in cui il torrente sprofonda in profondità. Un canale laterale di un centinaio di metri è stato scavato al suo lato, in direzione nord-est per meglio convogliare parte delle acque in direzione delle altre cavità della vora poco distanti dalla grotta principale, canale che termina con una pozza circolare che li conferisce una forma particolare (vedere foto sopra). Questo però non è visibile dai terreni circostanti in quanto presenta argini artificiali molto alti costituiti da pietrame, eretti per contenerne il livello durante le piene senza che straripi nei terreni coltivati limitrofi (cosa che però succede puntualmente).